# Susanne Peuscher
Susanne Peuscher (* 23. März 1958) ist eine deutsche Filmeditorin.

## Leben
Susanne Peuscher war Anfang der 1980er Jahre kurzzeitig als Schauspielerin tätig und wurde dann zur Schnitt-Assistentin ausgebildet. Von 1989 bis 2012 war sie als eigenständige Editorin aktiv, sie schnitt insgesamt 29 Produktionen, dabei überwiegend Fernsehfilme.

## Filmografie (Auswahl)
- 1989: Stille Betrüger
- 1996: SK-Babies (Fernsehserie, 5 Folgen)
- 1999: Männer und andere Katastrophen
- 2001: Frauen, die Prosecco trinken
- 2001: Liebe, Tod und viele Kalorien
- 2001: Der Vamp im Schlafrock
- 2002: Herz oder Knete
- 2002:  Sag einfach Ja
- 2003: Tausche Firma gegen Haushalt
- 2003: Tochter meines Herzens
- 2004: Eine zweimalige Frau
- 2005: Spiele der Macht – 11011 Berlin
- 2006: Rose unter Dornen
- 2007: Das Glück am anderen Ende der Welt
- 2009: Schaumküsse
- 2010: Garmischer Bergspitzen